# CMYK (음악 그룹)
CMYK는 대한민국의 3인조 힙합 그룹이다. 2003년 겨울, 선데이 2PM (Sunday 2PM)이란 이름으로 결성되었으며, 멤버는 데피닛 (Deffinite, 본명: 박동진, 1986년 2월 20일 ~ ), 지백 (Jeebag, 본명: 정준영, 1986년 9월 2일 ~ ), 투덱스 (Twodeckz, 본명: 정연우, 1985년 2월 27일 ~ )로 구성되어 총 3명이다. Blockbuster Records 해체 전까지 소속이었으며 현재는 FactoryBOi Records 소속이다. 2012년 10월, 팩토리보이 프로덕션(현 팩토리보이 레코즈)에 합류하면서 Sunday 2PM 대신 CMYK를 팀네임으로 사용하기 시작하였다.

## 역사

### 초창기
1999년, 당시 신기란 랩네임을 쓰던 Deffinite는 김진표의 공식 홈페이지 JPhole에서 시작된 크루 FPClan에 들어갔는데, 그곳에서 지백을 만나게 되었다. 둘은 이후 또다른 뮤지션 RealcostaR와 만났고, 그를 통해 밀림에서 호주 멜버른에 거주 중인 비트메이커 Twodeckz을 만났다. 신기와 지백의 랩에 Twodeckz은 비트를 제공했고, 이러한 2 MC & 1 프로듀서 형태로 셋은 2003년 겨울 "Sunday 2PM"을 결성하였다.
Sunday 2PM은 서울 명동에 위치한 클럽 마루에서 1년간 공연을 이어갔으며, 그 외 각종 행사를 통해 실력을 다졌다. 이렇게 이름을 알릴 준비를 해나간 셋은 2005년에 들어 클럽 Slug.er에서 공연을 하게 되었다. 여기서 그들은 Outsider, KEIKEI (당시 Add9), Brown Sugar, Carey Diamond 등과 만났으며 이들의 도움을 받아 2005년 4월 첫 EP를 발표하였다. 이 앨범 수록곡 Like Nobody Else는 한 CF의 배경음악으로 쓰이면서 화제가 되기도 하였다. 한편, 이 앨범으로 시작된 인연은 2006년 Blockbuster Records의 설립으로 이어졌다.

### 솔로 활동
한편, Blockbuster Records 설립 전부터 지백은 대학 입시, 그리고 대학 입학 후에는 군복무로 인해 활동이 줄어들었다. 이에 따라 Sunday 2PM은 1 MC + 1 프로듀서의 형태로 재정비되어, 신기 (이 당시 "Batu"란 이름을 씀)와 Twodeckz의 활동이 두드러졌으며, Blockbuster Records 설립 후 이름을 Deffinite로 바꾸고 Twodeckz과 합작하여 솔로 앨범을 냈다. 이 앨범은 Blockbuster Records의 첫 활동이었다. 지백은 군입대 전 이 앨범의 두 트랙에 참여하였다. 앨범 발매 후 Deffinite은 Brown Sugar 앨범에 참여한 것 외에는, 호주 유학을 하면서 학업에 열중하였다. Twodeckz 역시 호주에서 학업에 열중하면서 자신의 홈페이지에 직접 만든 비트를 올리는 개인 활동을 이어나갔다.

### 컴백
Sunday 2PM은 지백이 군입대를 두 달 정도 남겨놓은 상태에서 디지털 싱글을 작업하여 2008년 12월 발표하였다. 2009년 3월 경 제대한 지백과 함께 다시 3인조로 뭉친 Sunday 2PM은, 활동 재개를 준비해나갔으며, 첫 활동은 Outsider 2집에 참여한 것이었다. 이후 Blockbuster Records의 재정비에 이어 컴필레이션 앨범이 발매되면서 Sunday 2PM은 핵심 멤버로 참여하였으며, 점차 팬층을 늘려갔다.
2010년 12월 미니앨범을 발표한 Sunday 2PM은 Outsider를 이어 Blockbuster Records의 대표 뮤지션으로 자리매김하였다. Deffinite과 지백은 각각 "랩 잘 하는 애"와 "랩 잘 아는 애"라는 슬로건을 내걸고, 〈돌연변이〉, 〈어떻게〉 등의 곡으로 활동 중이며, 특히 〈어떻게〉는 발표된 후 싸이월드 BGM 실시간 차트 2위를 기록하고 뮤직비디오 조회수는 16만 회를 기록하였다. 둘은 앨범 활동과 함께 자신의 싸이클럽에서 인터넷 라디오 방송 《왼쪽을 높여요》를 진행했다.
둘은 2011년 7월과 9월에 싱글을 하나씩 발표하였다. 이후 10월에 블록버스터 레코드가 해체된 후 Sunday 2PM은 무소속으로 다음 정규 앨범을 준비하였으며, 11월에는 프로듀서 미카엘천재를 영입, 새로운 색깔의 작품을 만들어갔다.

### CMYK로의 변화
2012년 4월부터 6월까지 네 장의 싱글을 연달아 발표하며 활동한 Sunday 2PM은, 그 해 가을 Fame-J가 이끄는 Factory BOi Production에 합류하면서 팀 이름을 CMYK로 바꾸었다. 팀 멤버의 변동은 없이 이름만 변경하였으며, 2012년 하반기 Sunday 2PM의 이름을 마지막으로 사용한 부틀렉 앨범을 발표하겠다고 밝혔다. 이 앨범은 이후 정규 앨범으로 업그레이드되어 2013년 봄에 발표되었다.
대표곡: Sunday 2PM, 〈모르겠어〉, 〈돌연변이〉, 〈어떻게〉, 〈그래도 되는 줄 알았다〉, 〈힙합할 거 같지?〉, 〈망〉, 〈눈을 감고서〉, 〈변사또 전〉, 〈너란 여자, 나란 남자〉

## 디스코그래피

### 정규 앨범 & EP
- 2005년 EP Audition
- 2010년 미니 앨범 《돌연변이 (The Mutant)》
- 2013년 LP CMYK

### 디지털 싱글
- 2008년 《모르겠어》
- 2011년 《그래도 되는 줄 알았다》
- 2011년 《힙합할 거 같지?》
- 2011년 《엄마는 그래도 되는 줄 알았어》
- 2012년 Digistep 1
- 2012년 《좀 봐주쇼》
- 2012년 《개 다운 (Get Down)》
- 2012년 Burn It All
- 2012년 《떠나지마》
- 2013년 Too Crazy
- 2013년 《너란 여자, 나란 남자》
- 2013년 Great Deal
- 2013년 《감기》
- 2013년 《형이 말이야》
- 2014년 Good Night (무료 공개)

## 솔로 활동

### Deffinite
Deffinite은 2006년 말 Twodeckz과 솔로 앨범을 발표한 바 있으며, 이는 Blockbuster Records의 첫 활동이었다. 앨범 쇼케이스 역시 Blockbuster Records의 단체 공연으로 진행되었다.

### Jeebag
지백은 Deffinite에 비해 학업 및 군복무로 인해 활동 경력이 적었다. 2007년 1월 솔로 미니 앨범을 준비한 바 있으나 제대 후 그때까지의 작업물은 부족함을 이유로 무산되었고, 대신 그의 솔로곡 Appetizer가 Blockbuster 컴필레이션 앨범에 실린 바 있다. 2012년 3월에는 솔로 믹스테잎 '주정뱅이'를 발표했으며, 이어 2013년 5월 솔로 싱글 Bang!!을 발표했다. 2014년 3월 18일에는 싱글 'NO모'를 발표하였다.

### Twodeckz
Twodeckz은 Sunday 2PM 활동 외에도 자신의 개인 계정을 통해 꾸준히 비트를 공개해왔다. 외부 활동으로는 미국 언더그라운드 래퍼 City Haze에게 비트를 제공한 것이 있으며, 현재도 자신의 MySpace 페이지, SoundCloud 페이지, 그리고 DC트라이브 회원 페이지에 직접 만든 비트를 올리고 있다.

### 미카엘천재
미카엘천재는 Sunday 2PM 영입 전 초창기에 Small U라는 이름을 사용하였으며 Blockbuster Records의 창단 멤버 중 한 명이었다. 그의 작업 경력은 아웃사이더의 Motivation, 〈이별할 때 필요한 자세〉와 Sunday 2PM의 〈모르겠어〉, 〈아우토반(Can't Stop)〉, 〈그래도 되는줄 알았다〉, 그리고 Blockbuster 컴필레이션 앨범의 〈판타스틱4〉 등 기획, 작곡, 편곡 등 여러 분야에 걸쳐있다.

## 이름
- Sunday 2PM은 "일요일 두 시의 무료함을 음악으로 정복하겠다"는 의미이며, 팀명을 의논하던 중 Deffinite이 대화 당시 시간이 일요일 오후 2시임에 착안해서 지은 것이라고 한다. 2003년에 지은 것이나 팀명과 메인스트림 데뷔 시기 때문에 2PM을 따라한 것이 아니냐는 오해를 사기도 하였다.[2]
- CMYK는 2012년 10월부터 이들이 사용한 이름으로 각각의 개성 있는 칼라가 뭉쳐 세상의 모든 색깔을 표현한다는 의미를 담고 있다.
- Deffinite (데피닛)은 'definite', 즉 확실하게 청자를 감동시킬 수 있다는 의미에서 나온 것이다.[8] 데뷔 당시는 신기라는 이름을 썼으며, 2006년 초엔 Batu란 이름으로 활동하기도 했다.[16]
- 지백은 知 (알 지), 白 (흰 백)으로 "순수함을 아는 남자"란 의미로 지어졌다.[8] JeBag이라는 영어 표기를 사용하기도 했으나, 현재 Factory BOi Production 에 합류하면서 Jeebag으로 표기한다.
- Twodeckz는 Sunday 2PM의 비트메이커 이름이며, 잠시 Undefeated라는 이름을 사용하기도 했다.[17]
- CMYK는 Sunday 2PM의 새로운 팀네임으로, 2013년 7월부터 이 이름을 단독적으로 사용하기 시작하였다. 팀 이름은 CMYK 감산혼합에 사용되는 네 가지 색깔 청색, 적색, 황색, 흑색 (cyan, magenta, yellow, black)을 뜻하며, 이처럼 다채로운 음악 스타일을 선보이겠다는 뜻이다.[18]

## 이슈

### 〈힙합할 것 같지?〉에 관한 논란
2011년 9월 디지털 싱글로 발표된 〈힙합할 것 같지?〉의 가사는 "각 나오니까 l.i.k.e 박아넣고 이게 펀치라인 쉽거든", "모자만 비스듬히 써 기를 쓰고선 혀도 비스듬히 굴리려 하진마" 등의 구절로 인해 Dok2와 Swings를 디스한 것 같다는 의견이 제기되면서 힙합 매니아들 사이에서 구설수가 되었었다. 이는 특히 Swings가 트위터에서 '나같이 가사 쓰는 애들 비판한 것 같은데 한번만 더 그러면 무대에서 입 찢어준다고 얘기해줘라'고 남기면서 더욱 불이 붙었다. 그러나 Deffinite이 "가사가 잘못 해석이 되었는지 의도한 메시지가 전달이 잘 안 된 것 같다"고 트위터에 글을 올려 이 곡이 특정인을 향한 디스가 아님을 분명히 했으며, 이후 이 곡에 대한 논쟁은 사그라들었으나 여전히 그 말이 사실이 아닌지는 팬들 사이에선 궁금증으로 남아있다.

### 아웃사이더를 향한 디스
Big Sean의 Control 곡 반주에 수많은 래퍼들이 디스곡을 발표했던 "컨트롤 대란"에서, 8월 23일 지백은 아웃사이더를 디스하는 Lose Control이란 곡을 발표하였다. 이 곡에서 지백은 아웃사이더를 '대장놀이 오타쿠' '사기꾼' 등으로 지목하면서 "몰랐지 그땐 사무실 월세 내는 게, 매니저형 집 보증금이 내 투자금인게. 몇 천이라던 투자금이 단 오백이었던게. 당연한 줄 알았던 그 형제란 핑계" 등의 가사로 디스하였다. 이어 26일에는 Deffinite이 Out of Control이란 곡으로 다시 아웃사이더를 디스하였는데, "니 친구가 빼돌려 준 정산서를 들췄더니 자꾸만 늘어나는 투자금" 등 아웃사이더가 자신들을 속였다는 내용이 주를 이루었다. 추가적으로 "이 곡 쌩깔거면 너 다신 랩하지마"라는 가사가 있었으나 아웃사이더는 반격하지 않고 끝끝내 변명으로 일관했다. 이에 대한 아웃사이더의 반격곡은 없었으며, "인신공격이고 말이 안 되는 얘기"라며 "과거에 합의되었던 부분을 괜히 들추어냈다"며 반격을 할 가치가 없다고 못 박았다.